# Maisons canoniales, 2-4-6 rue du Cloître-Notre-Dame
Les maisons canoniales, 2-4-6 rue du Cloître-Notre-Dame sont d'anciennes maisons de chanoines situées dans l'ancien cloître Notre-Dame à Chartres, préfecture du département français d'Eure-et-Loir, en région Centre-Val de Loire.

## Description
Cet ensemble fait l'angle avec la rue des Changes, qui permettait autrefois de relier le cloître Notre-Dame avec la ville par la porte du même nom.
les bâtiments s'ordonnent autour d'une cour pavée s'ouvrant autrefois sur les communs et les écuries :
- Le n° 2 est un ancien bureau de poste, devenu la brasserie Le Serpente ; au premier étage, les trois ouvertures possèdent des tympans sculptés, ainsi que les quatre fenêtres de la rue des Changes ;
- Le n° 6, qui abrite aujourd'hui la galerie Saint-Fulbert, présente à l'intérieur des peintures murales décoratives.

Les maisons aux numéros 2 et 4 font l’objet d’une inscription au titre des monuments historiques par arrêté du 16 juin 2005, la maison au no 6 fait l'objet d'un classement par arrêté du 8 octobre 2007.

Les maisons canoniales aux n° 2, 4 et 6, cloître Notre-Dame
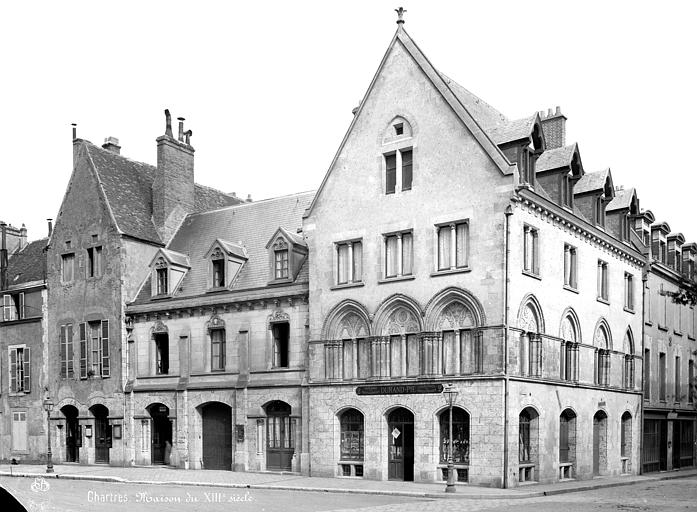
Photographie de Mieusement (1840-1905), sans date.
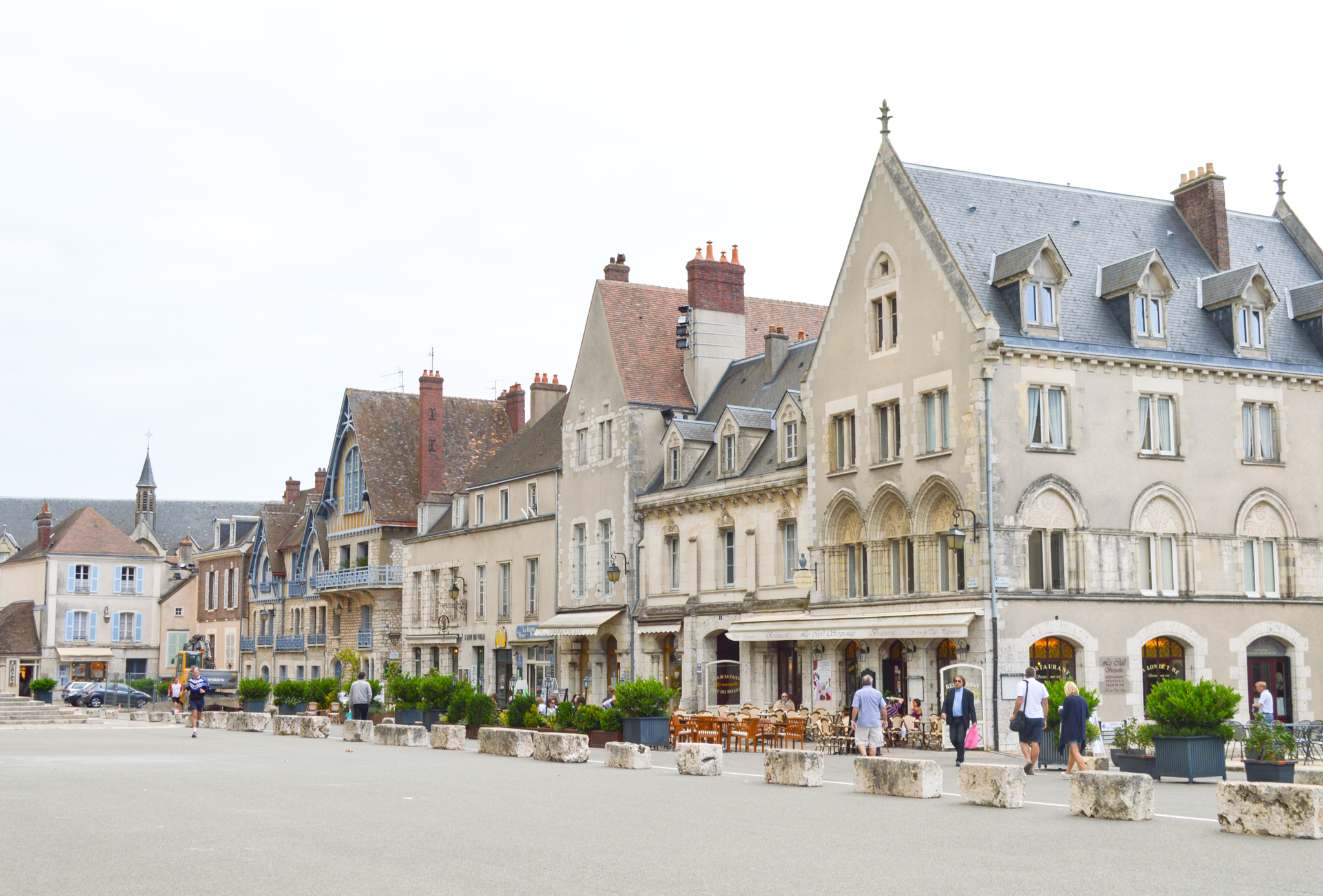
Vue générale de la partie sud du cloître Notre-Dame, 2014.

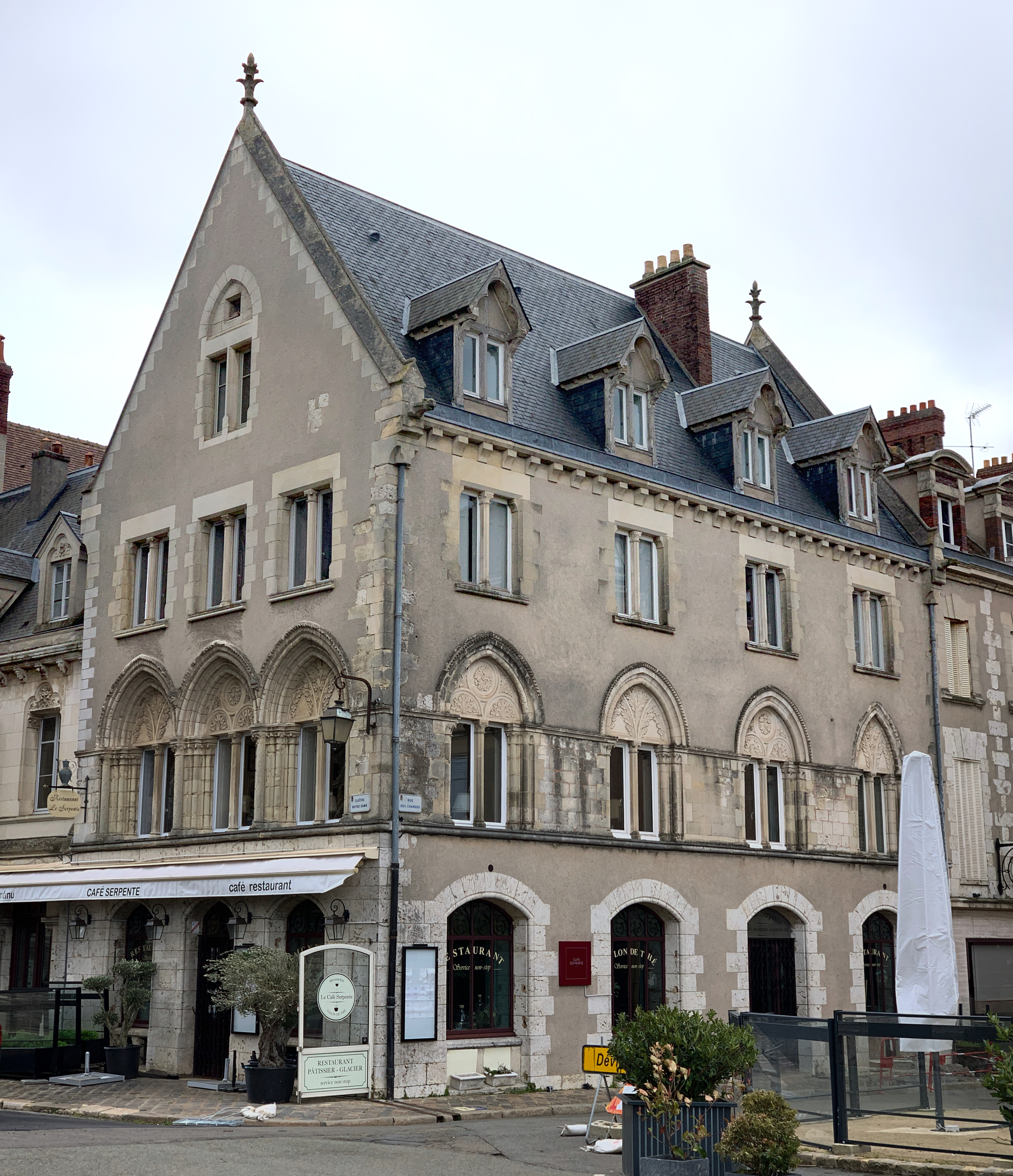
N° 2.
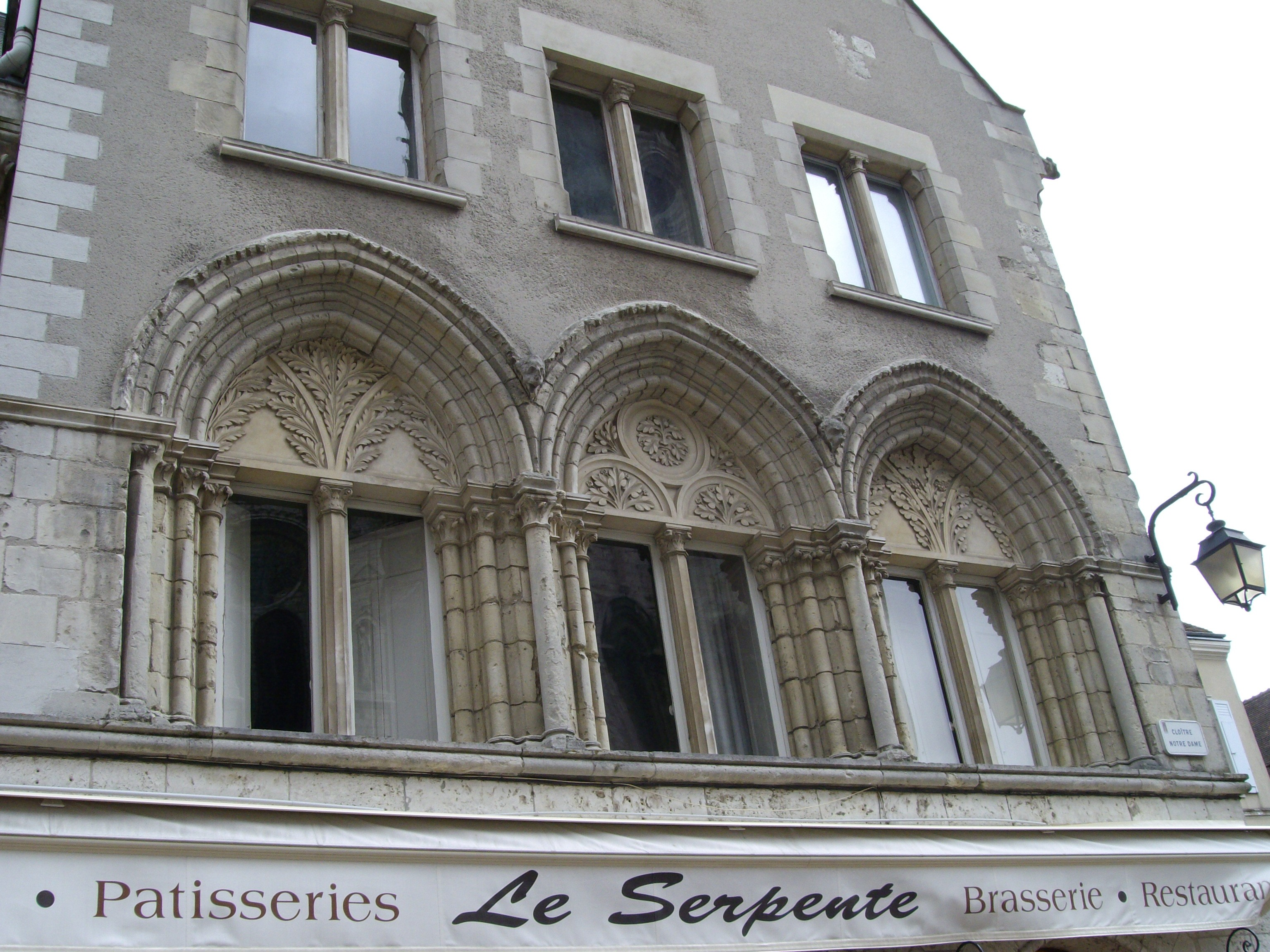
N° 2, détail du 1er étage.
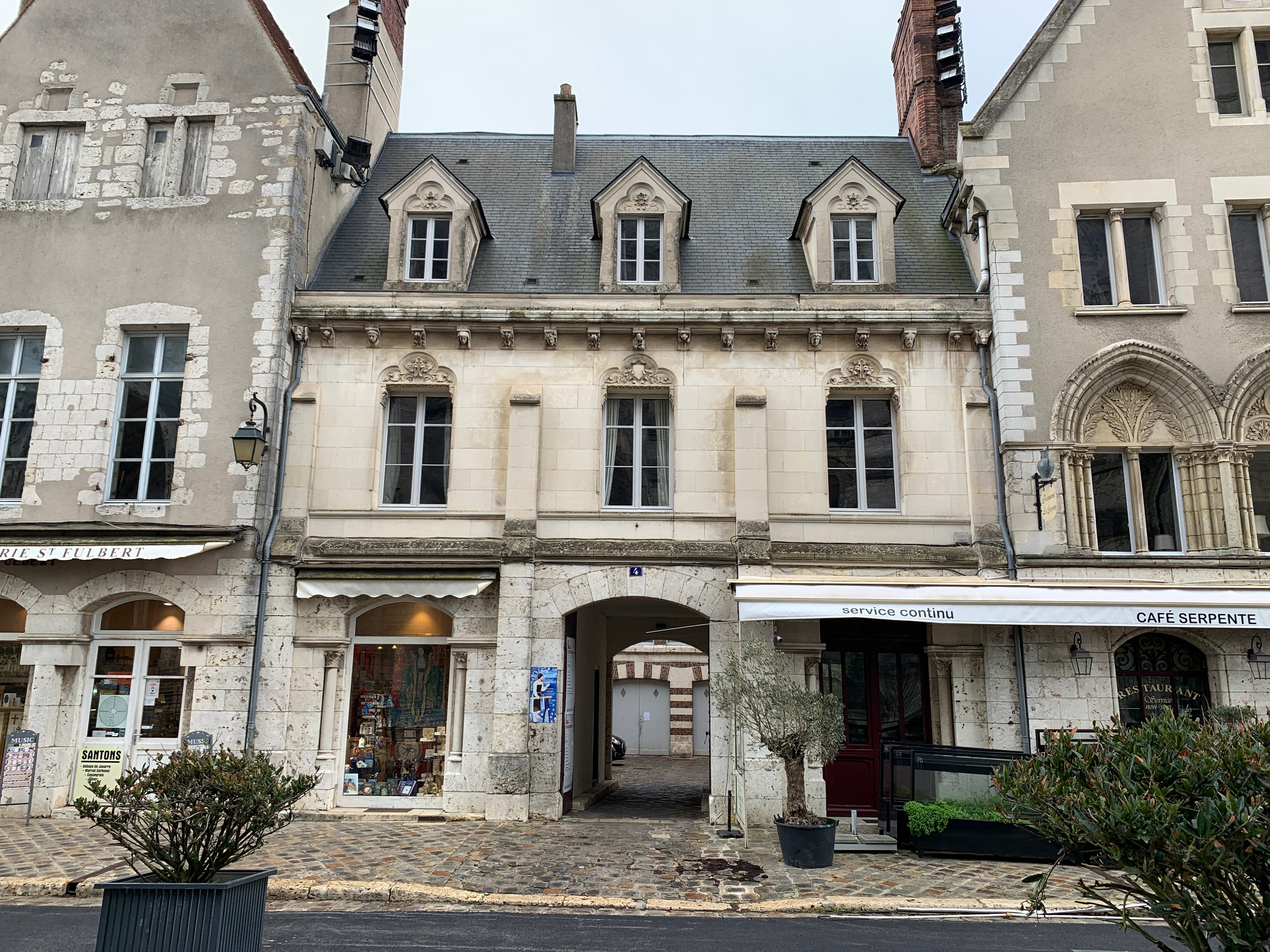
N° 4.
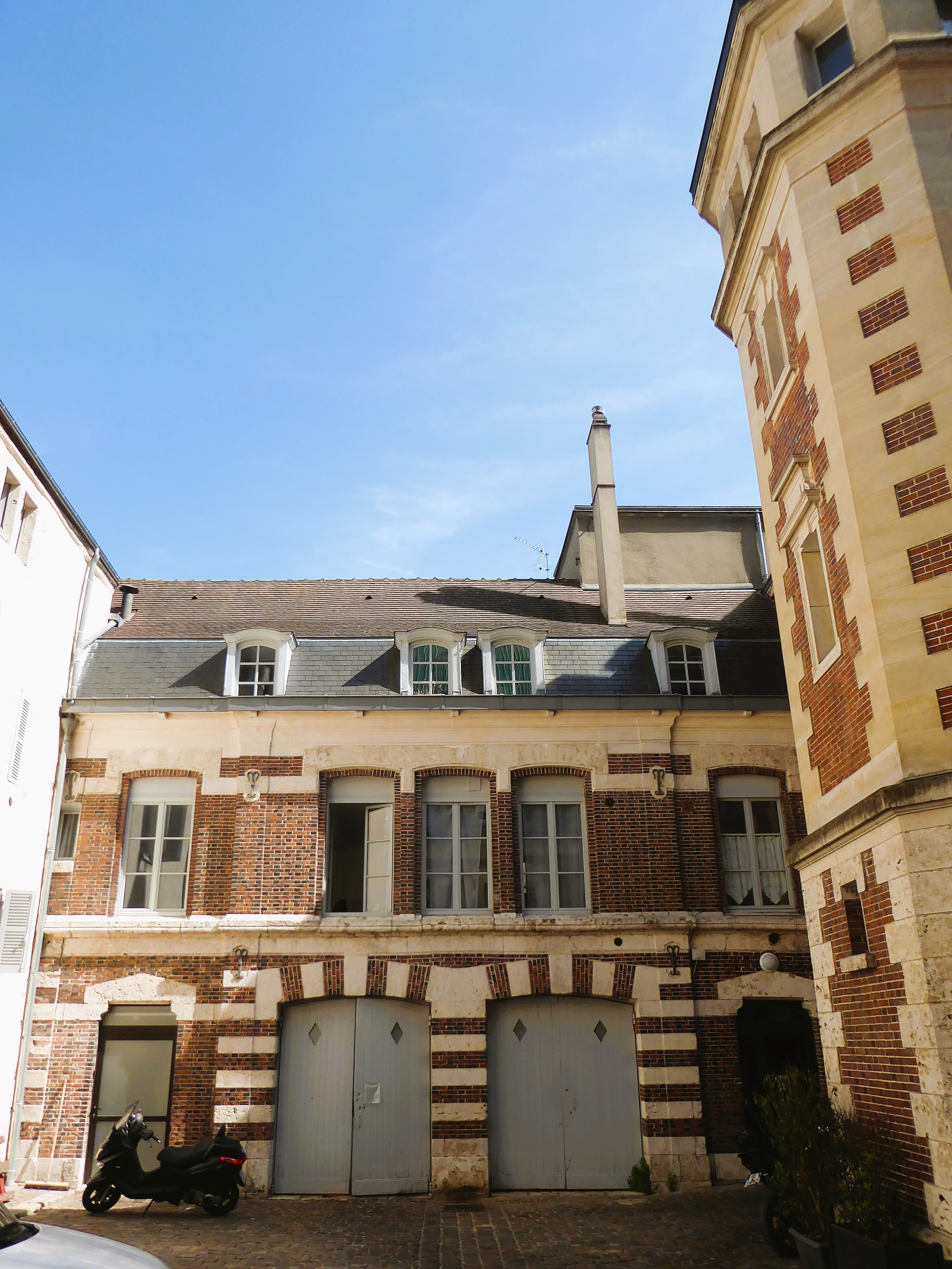
Cour intérieure.
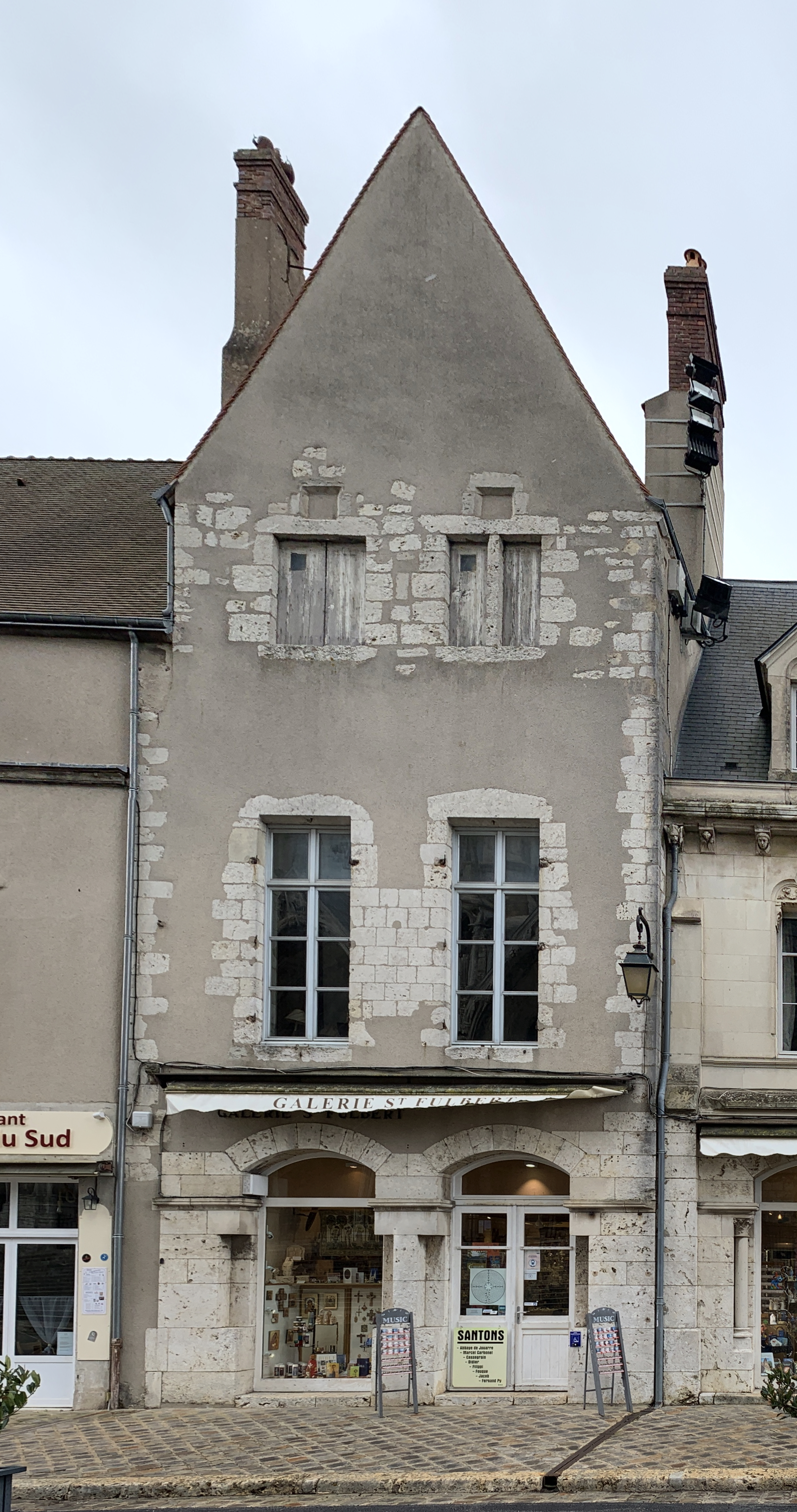
N° 6.